# Jacob Montes
Jacob Christian Montes Hoff (ur. 20 października 1998 w Mission Viejo) – nikaraguański piłkarz pochodzenia amerykańskiego występujący na pozycji ofensywnego lub środkowego pomocnika, reprezentant Nikaragui, od 2024 roku zawodnik belgijskiego RWD Molenbeek.
Jego ojciec pochodzi z Nikaragui.